# Герхард фон Хамерщайн
Герхард фон Хамерщайн (на немски: Gerhard von Hammerstein, Burggraf von Hammerstein; † 1341) е бургграф на замък Хамерщайн на Рейн.
Той е син на рицар и бургграф Йохан II фон Хамерщайн († сл. 1307) и съпругата му Кунигунда фон Вилденбург († сл. 1301), дъщеря на Герхард фон Вилденбург, господар на Хелпенщайн († сл. 1276) и Алайдис фон Хелпенщайн († 23 юни 1309). Внук е на рицар бургграф Фридрих I фон Хамерщайн († ок. 1262) и Лиза фон Оберщайн, дъщеря на Еберхард III фон Оберщайн († 1217).
Около 1400 г. линията на бургграфовете на Хамерщайн изчезва.

## Фамилия
Герхард фон Хамерщайн се жени пр. 1323 г. за Мехтилд фон Фолмещайн († сл. 1340), дъщеря на Дитрих I фон Фолмещайн-Бракел († 1313) и графиня Кунигунда фон Дортмунд-Линдхорст († сл. 1304), дъщеря на граф Конрад II фон Дортмунд († 1253) и Гизелтрудис († сл. 1241). Те имат един син:
- Йохан III фон Хамерщайн (* ок. 1331), женен ок. 1357 г. за графиня Ирмгард фон Изенбург (* ок. 1335), дъщеря на граф Вилхелм фон Изенбург-Вид († 1383) и първата му съпруга Агнес фон Вирнебург († сл. 1352).

## Галерия
- Останки от кула на замък Хамерщайн
- Замъкът Хамерщайн